# Çiftlikören, Kangal
Çiftlikören là một xã thuộc huyện Kangal, tỉnh Sivas, Thổ Nhĩ Kỳ. Dân số thời điểm năm 2011 là 129 người.